# Вюртемберг-Гогенцоллерн

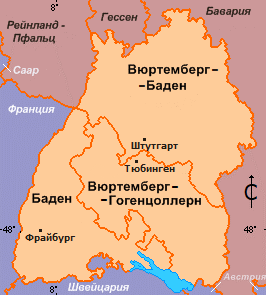
Баден-Вюртемберг (1945–1952 гг.)

Вюртемберг-Гогенцоллерн (нем. Württemberg-Hohenzollern) — бывшая земля в ФРГ, созданная в 1945 году из южной части Вюртемберга и прусской провинции Гогенцоллерн. Столица — город Тюбинген. В 1952 году земля Вюртемберг-Гогенцоллерн вместе с двумя другими землями была объединена в землю Баден-Вюртемберг.

## История
В 1945 году в южной части бывшего Вюртемберга и бывшей прусской провинции Гогенцоллерн, оказавшихся после войны во французской зоне оккупации, была создана земля Вюртемберг-Гогенцоллерн со столицей в городе Тюбинген. При этом на северной части бывшего Вюртемберга и северной части бывшей Республики Баден, оказавшихся в американской зоне оккупации, была создана земля Вюртемберг-Баден. Из южной части бывшей Республики Баден, также оказавшейся во французской зоне, была создана земля Баден.
В 1947 году Вюртемберг-Гогенцоллерн принял конституцию, а в 1949 году на правах федеральной земли вошёл во вновь образованное государство — Федеративную Республику Германии. В 1952 году произошло объединение трёх земель ФРГ — Бадена, Вюртемберг-Бадена и Вюртемберг-Гогенцоллерна в землю Баден-Вюртемберг, существующую сегодня.